# GIカクテル
GIカクテル(GI cocktail)は、液体制酸薬、粘性リドカイン、抗コリン薬の混合物を指す一般的な名称で、主に消化不良の治療に用いられる。また、心臓由来の痛みを軽減する。gastrointestinal cocktailの略である。
今日用いられているGIカクテルの配合には、様々なものがある。非常によく使われるものの1つは、マーロックス、粘性リドカイン、ドナタルを等量混合したものである。10-30mlのミランタ、10mlのドナタル、10mlの粘性リドカインの混合物は、「グリーンゴッデス」または「グリーンリザード」として知られる。ある研究では、GIカクテルは、液体制酸剤のみと比べて有効性に劣り、消化不良の治療には必要ないことが明らかとなった。また、食道裂孔ヘルニアの患者の急性症状の緩和に有効ともされる。